# Karl Albrecht Kasthofer

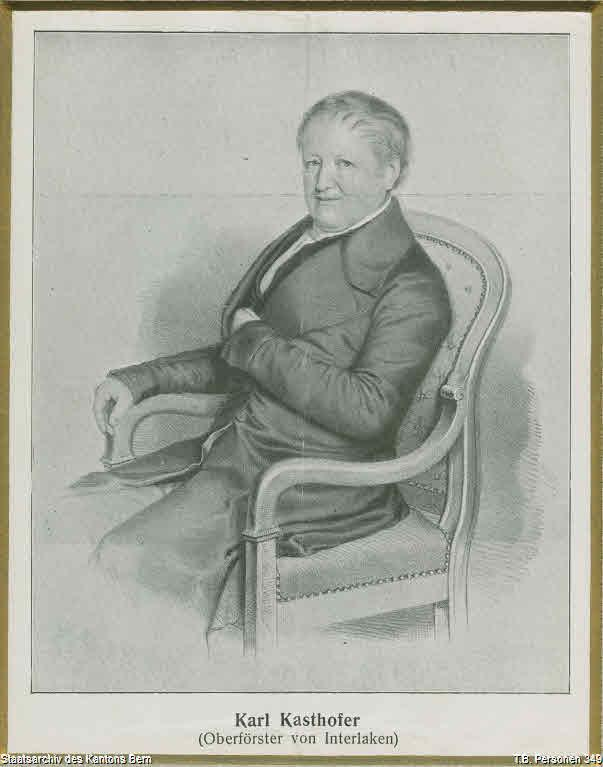
Karl Kasthofer (1777–1853)

Albrecht Karl Ludwig Kasthofer (* 26. Oktober 1777 in Bern; † 22. Januar 1853 ebenda) war ein Schweizer Forstwissenschaftler und Professor für Waldbau an der Universität Bern, sowie Politiker.

## Leben
Karl Kasthofer war ein Sohn des Emanuel Gottlieb Kasthofer (1725–1803), des Prokurators und Inselverwalters in Bern, und der Susanne Chaillet, von Neuenburg und Murten. Er war der Bruder des Gottlieb Rudolf und der Rosette Niederer sowie von sechs weiteren Geschwistern. 1809 heiratete er Elisabeth von Graffenried (1789–1845), Tochter des Karl Friedrich von Graffenried. Kasthofer studierte in Heidelberg und Göttingen Forstwissenschaften. 1806 wurde er Oberförster des Berner Oberlandes mit Sitz in Unterseen, wo er auf privater Basis eine Gebirgsforst- und Alpwirtschaftsschule errichtete und so zum europäischen Pionier der alpinen Forstwirtschaft und der Binnenkolonisation avancierte. 1832 wurde er bernischer Kantonsforstmeister und 1834–1846 wirkte er als ausserordentlicher Professor für Forstwissenschaften an der Universität Bern. Während der Regenerationszeit gehörte er ab 1831 dem Verfassungsrat an, war 1831–1835 Berner Grossrat für Interlaken und 1835–1837 für die Stadt Bern. 1837 wurde er in den Berner Regierungsrat gewählt. Gemässigt liberal gesinnt, befürwortete er eine grosszügige Asylpolitik, lehnte aber die Klosteraufhebung im Aargau ab und regte die Schaffung eines Kanton Jura an, was zusammen mit seiner umstrittenen Amtsführung 1843 zu seinem Sturz beitrug. Kasthofer sah sich den Verfolgungen seiner radikalen Gegner ausgesetzt, sass aber 1843–1846 wiederum im Grossen Rat. Er verfasste politische Schriften (u. a. "Das schweizerische Bundesbüchli" 1833) und zahlreiche forstwissenschaftliche Aufsätze.

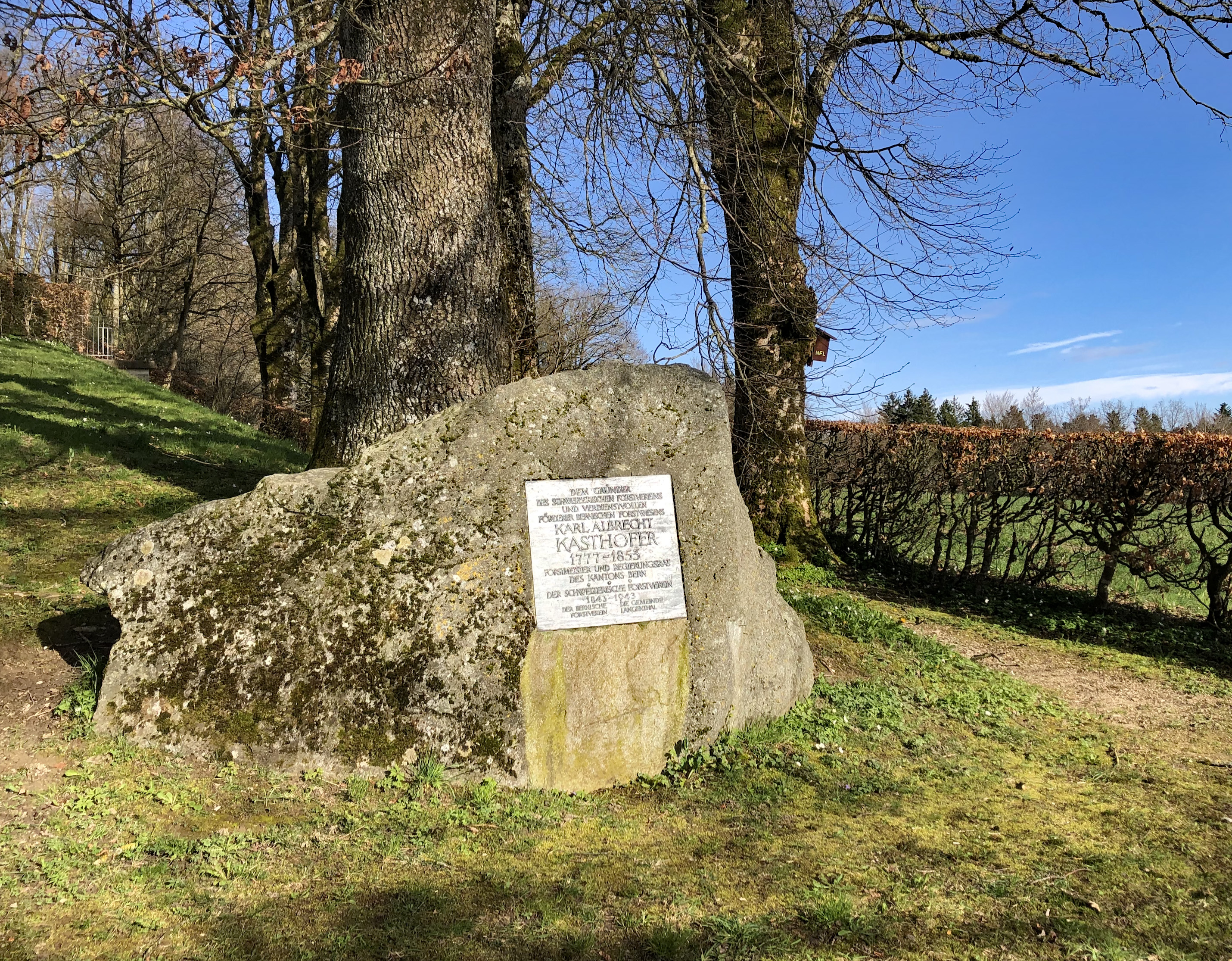
Kasthoferstein bei Langenthal

Im Mai 1843 trafen sich Forstleute aus verschiedenen Kantonen auf Einladung Kasthofers in Langenthal und gründeten den Schweizerischen Forstverein; Kasthofer wurde dessen erster Präsident. Wenige Jahre nach seinem Tod ehrten die Oberländer ihren verdienten Forstmeister mit der Inschrift auf einem Findling am Rugen bei Interlaken: «Zum Andenken des ersten Pflegers der Oberländer Waldungen Oberförster Kasthofer von Bern.» Anlässlich der Feier zum hundertjährigen Bestehen des Schweizerischen Forstvereins 1943 in Langenthal, wurde eine Kasthofer-Eiche gepflanzt und zwei Jahre später noch ein Findling als Gedenkstein in der Anlage aufgestellt.
Ein weiterer Gedenkstein befindet sich auf dem Ostermundigenberg, wo auch sein wiedergefundener Grabstein zu sehen ist. Bei Aushubarbeiten 1992 für einen Erweiterungsbau des EWB fand man den vermutlich aus dem 1864 aufgehobenen Monbijou-Friedhof stammenden Grabstein. Die Grabmäler wurden demnach im Untergrund der städtischen Mädchenschule und anderer Gebäude verbaut.

## Ehrungen

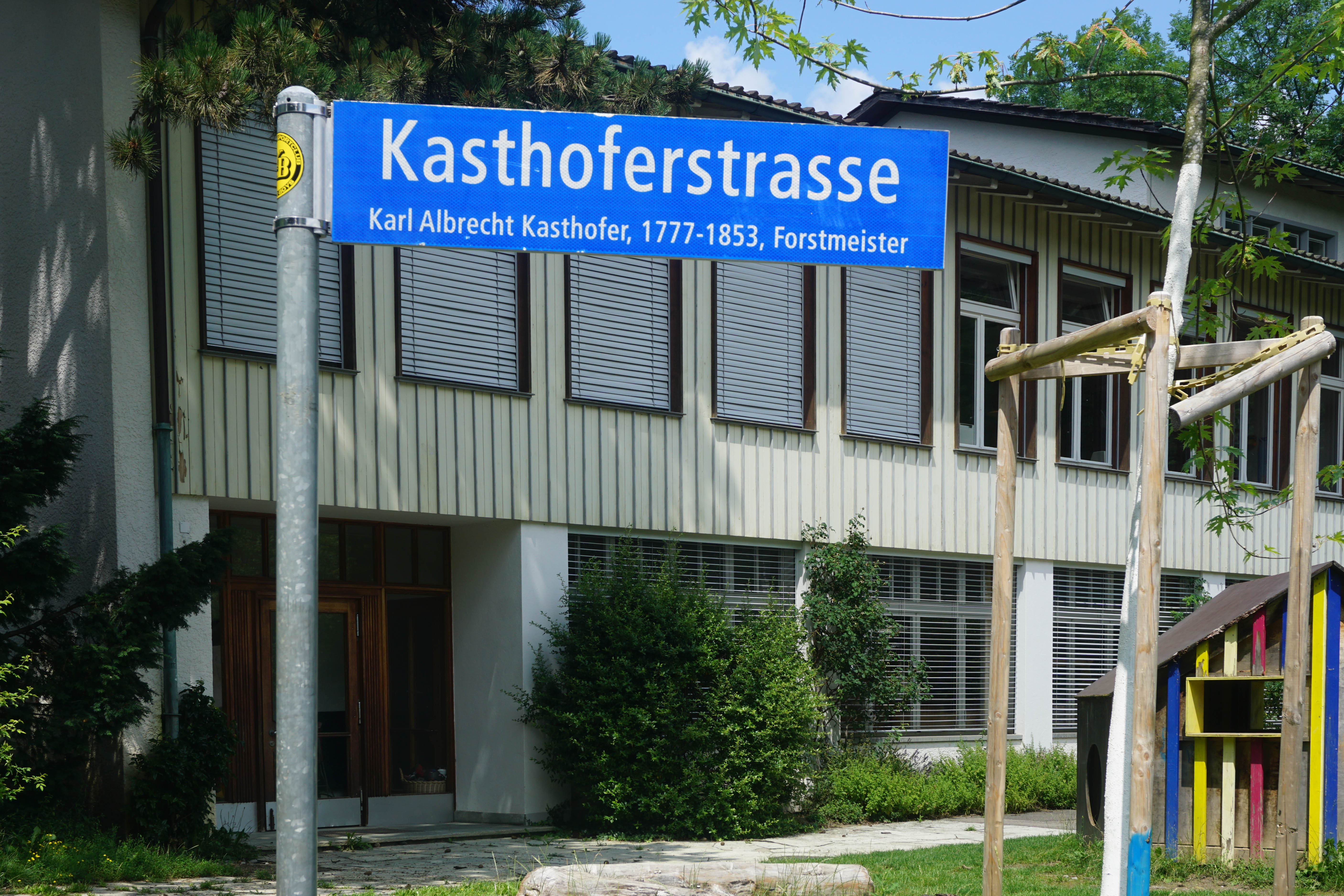
Strassenschild in Bern

Gedenkstätte in Ostermundigen

- 1835 Ehrendoktor der Universität Bern.
- Eine Strasse im Berner Ostringquartier wurde nach Kasthofer benannt

## Werke (Auswahl)
- Der Lehrer im Walde: Ein Lesebuch für schweizerische Landschulen, Landleute und Gemeindsverwalter, welche über die Waldungen zu gebieten haben. C.A. Jenni, Bern 1828.
- Bemerkungen auf einer Alpen-Reise über den Brünig, Bragel, Kirenzenberg, und über die Flüela, den Maloya und Splügen. Bern 1825.
- Ueber Behandlung der Wälder. J. Kessmann, Genf 1846.
- Abhandlungen aus dem Forst und Jagdwesen. J. G. Calve, Prag 1824.
- Betrachtungen über die einheimischen Eisenwerke und über die Freiheit der Holzausfuhr. Huber, Bern; St.Gallen 1833.
- Das schweizerische Bundesbüchli. C. Langlois, Burgdorf 1833.